# Mariany Północne na Mistrzostwach Świata w Lekkoatletyce 2011
Mariany Północne na Mistrzostwach Świata w Lekkoatletyce 2011 były reprezentowane przez 2 zawodników – 1 kobietę i 1 mężczyznę.

## Wyniki reprezentantów Marianów Północnych

### Mężczyźni

#### Konkurencje biegowe
| Konkurencja   | Zawodnik              | Runda 1  | Runda 1 | Runda 2  | Runda 2 | Półfinał | Półfinał | Finał    | Finał   |
| Konkurencja   | Zawodnik              | Rezultat | Pozycja | Rezultat | Pozycja | Rezultat | Pozycja  | Rezultat | Pozycja |
| ------------- | --------------------- | -------- | ------- | -------- | ------- | -------- | -------- | -------- | ------- |
| Bieg na 100 m | Orrin Ogumoro Pharmin | 12,60    | 29      | NQ       | NQ      | NQ       | NQ       | NQ       | NQ      |

### Kobiety

#### Konkurencje biegowe
| Konkurencja   | Zawodniczka    | Runda 1  | Runda 1 | Runda 2  | Runda 2 | Półfinał | Półfinał | Finał    | Finał   |
| Konkurencja   | Zawodniczka    | Rezultat | Pozycja | Rezultat | Pozycja | Rezultat | Pozycja  | Rezultat | Pozycja |
| ------------- | -------------- | -------- | ------- | -------- | ------- | -------- | -------- | -------- | ------- |
| Bieg na 100 m | Yvonne Bennett | 12,78    | 20      | NQ       | NQ      | NQ       | NQ       | NQ       | NQ      |